# Грузинська православна церква
Гру́зинська апо́стольська автокефа́льна правосла́вна це́рква (груз. საქართველოს სამოციქულო ავტოკეფალური მართლმადიდებელი ეკლესია, латиніз.: sakartvelos samotsikulo avt'ok'epaluri martlmadidebeli ek'lesia; також Правосла́вна це́рква Гру́зії) — автокефальна помісна православна церква в Грузії, яка посідає 9-е місце в диптиху автокефальних помісних церков. Використовує у своїй літургії візантійський обряд грузинською мовою та юліанський календар, вона є частиною Східного християнства.
Вона є домінуючою релігійною установою в Сакартвело, і більшість грузинського народу є її вірянами. Православна церква Грузії — одна з найстаріших церков у світі. Вона має апостольський фундамент, і її історичні корені простежуються в ранній та пізній християнізації Іберії та Колхіди апостолом Андрієм у I столітті та місіонеркою Ніною Каппадокійською у IV столітті, відповідно. Як і в подібних автокефальних православних християнських церквах, вищим керівним органом церкви є святий синод єпископів. Очолює церкву Католикос-патріарх всієї Грузії Ілля II, який був обраний у 1977 році.
Східно-православне християнство було державною релігією протягом більшої частини історії Грузії до 1921 року, коли воно було анексоване та окуповане Російською Червоною Армією під час російсько-грузинської війни і стало частиною Союзу Радянських Соціалістичних Республік. Чинна Конституція Грузії визнає особливу роль Православної церкви Грузії в історії країни, але також передбачає незалежність церкви від держави. Відносини з державою додатково визначені та регулюються Конкордатом 2002 року.
Православна церква Грузії — це найбільш довірена установа в Грузії. Згідно з опитуванням 2013 року 95% респондентів мали позитивну думку про її роботу. Вона має великий вплив у державній сфері та вважається найвпливовішим інститутом Грузії.

## Історія

### Витоки

#### Традиції щодо першої появи християнства в Іберії та Колхіді
Згідно з традицією Грузинської православної церкви, першим проповідником Євангелія в Колхіді та Іберії (сучасна Західна та Східна Грузія) був апостол Андрій, Первозванний. Згідно з офіційним церковним повідомленням, Андрій проповідував по всій Грузії, несучи з собою ахеіропоєту Діви Марії (ікона, яка, як вважається, була створена "не рукою людини"), і заснував християнські громади, які, як вважають, були безпосередніми предками церкви. Однак сучасна історіографія вважає цю розповідь мітичною і плодом пізньої традиції, виведеної з візантійських легенд 9-го століття про подорожі святого Андрія східним християнством. Подібні традиції щодо Святого Андрія існують в Україні, на Кіпрі та в Румунії. Серед інших апостолів, за якими церква стверджувала, що проповідував у Грузії, є Симон Ханаанець (більш відомий на Заході як Симон Зилот), який, як кажуть, був похований поблизу Сохумі, в селі Анакопія, і святий Матіас, який, як повідомляється, проповідував у на південний захід від Грузії і похований у Гоніо, селі неподалік від Батумі. Церква також заявляє про присутність в Грузії апостолів Вартоломія та Тадея, що йдуть на північ від Вірменії.

#### Хрещення Іберії

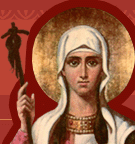
Ніна Каппадокійська, хрестителька грузин.

Поширення християнства в сучасній Грузії до IV століття досі є недостатньо відомим. Першою документованою подією в цьому процесі є проповідь Ніни Каппадокійської (Святої Ніно) та її наслідки, хоча точні дати все ще обговорюються. Ніна Каппадокійська, яку вшановували рівноцінною апостолам, за традицією була дочкою римського полководця з Каппадокії. Вона проповідувала в Кавказькому царстві Іберія (також відоме як Картлі) в першій половині IV століття, і її заступництво зрештою призвело до навернення короля Міріана III, його дружини королеви (пізніше святої) Нани та їхньої родини. Кирил Туманофф датує перехід Міріана в 334 рік, його офіційне хрещення і подальше прийняття християнства в якості офіційної релігії Іберії до 337 року. З перших століть н. Е. Культ Мітри, язичницькі вірування та зороастризм часто практикувалися в Грузії. Однак зараз вони почали поступово занепадати, навіть незважаючи на те, що зороастризм став другою усталеною релігією Іберії після Акілісенського миру в 378 році, а точніше до середини V століття.
Царське хрещення та організацію церкви здійснили священики, прислані з Константинополя Костянтином Великим. Навернення жителів Іберії швидко відбувалося на рівнинах, але язичницькі вірування довго існували в гірських районах. Західне Королівство Лазіка на той час було політично та культурно відмінним від Іберії та культурно більш інтегрованим до Римської імперії; деякі міста вже мали єпископів на час Першого собору в Нікеї (325).

### Розширення та перетворення церкви
Навернення Іберії ознаменувало лише початки формування Грузинської православної церкви. У наступні століття відбувалися різні процеси, які формували церкву і надавали їй на початку XI століття основні характеристики, які вона зберігала дотепер. Ці процеси стосуються інституційного статусу церкви у східному християнстві, її еволюції в національну церкву з владою над усією Грузією та догматичної еволюції церкви.

#### Автокефалія
У IV-V століттях Церква Іберії була суворо підпорядкована Антиохійському Апостольському Престолу: всі її єпископи були посвячені в Антіохії перед тим, як відправити їх у Іберію. Близько 480 р., "у спробі заручитися підтримкою Карт'веллі і визнати місцеву підтримку імперії, візантійський уряд визнав — і, можливо, сам підштовхнув — до зміни статусу головного прелата Картвелла від архієпископа до католикоса".
"За словами каноніста і патріарха Антіохії Теодора Балсамона (1140–95), "коли Господь Петро був святим патріархом великого і благочестивого міста Антіохії, Синод вирішив зробити Церкву Іберії автокефальною". Патріархом, на якого він посилається, повинен бути Петро Повний (близько 488 р.). Навіть незважаючи на це, церква в Іберії не здобула повної незалежности від материнської Церкви Антіохії". Церква залишалася підпорядкованою Церкві Антіохії; католикос міг призначати місцевих єпископів, але до 740-х років його власні обрання повинні були бути підтверджені синодом Антіохійської церкви, і навіть після VIII століття щорічні платежі здійснювались до грецької православної церкви Антіохії. "Ця ситуація продовження канонічної залежности змінилася після XI століття, коли католикос Мцхета розповсюдив свою юрисдикцію над західною Грузією. З тих пір глава автокефальної церкви Грузії є католикосом-патріархом усієї Грузії, а також Церква була повністю незалежною у своїх внутрішніх та зовнішніх справах, за винятком періоду між 1811 і 1917 рр. Мельхіседек I (1010–33) був першим католикосом-патріархом усієї Грузії".
Однак інші джерела зазначають, що автокефалія була надана Церкві в інші дати. CNEWA надає 467 за рік, коли Церква стала автокефальною. У «Енциклопедії Британіка» зазначається, що автокефалія Церкви «була, ймовірно, надана імператором Східної Римської Церкви Зеноном (474–491) за згодою Антіохійського патріарха Петра Повного». Інші джерела свідчать про 484 за рік. Рапп заявляє, що "Повноцінна автокефалія [Грузинської Церкви] не буде досягнута [...] до завоювання арабами Грузії".

#### Територіальне розширення та народження національної церкви

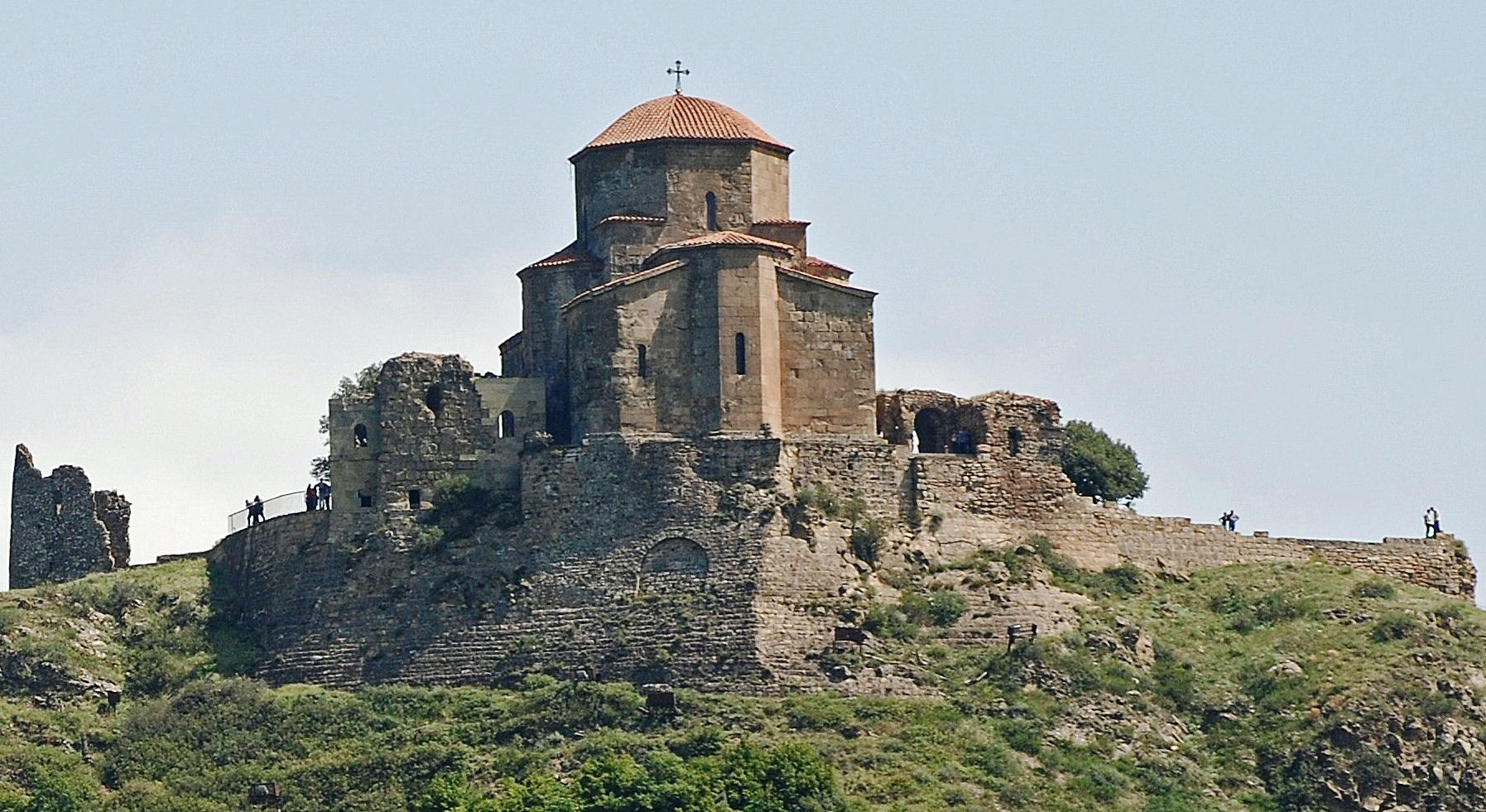
Монастир Джварі поблизу Мцхети, один з найстаріших монастирів Грузії (VI століття)

На початку церковної історії те, що зараз є Грузією, ще не було уніфіковано політично, і це не було до початку XI століття. Західна половина країни, в основному складена з королівства Лазіка, або Егрісі, перебувала під набагато сильнішим впливом Візантійської імперії, ніж східна Іберія, де співіснували візантійський, вірменський та перський вплив. Такий поділ знайшов своє відображення у великих відмінностях у розвитку християнства.
На сході, від навернення Міріана, церква розвивалась під захистом царів Іберії, або Картлі. Основним фактором розвитку церкви в Іберії було введення грузинського алфавіту. Імпульс до письма, адаптованого до мови місцевих жителів, був зумовлений зусиллями євангелізації населення. Подібна динаміка призвела до створення вірменського алфавіту. Точне походження сценарію все ще обговорюється, але це мало статися у другій половині IV століття або на початку V століття. Впровадження чернецтва та його надзвичайний розвиток в Іберії в VI столітті заохочувало як зарубіжні культурні вклади, так і розвиток місцевих письмових праць. З цього моменту разом з перекладами Біблії в Іберії була створена церковна література грузинською мовою, найбільш видатні біографії святих, такі як "Мучеництво святої цариці Шушанік" і "Мучеництво святого Або". Багато святих з перших століть церкви не були етнічними грузинами (Шушанік був вірменською принцесою, Або арабкою), що свідчить про те, що церква ще не набула суворо національного характеру.
Це змінилося лише протягом VII століття, після широких політичних та культурних змін, спричинених мусульманськими завоюваннями. Ця нова загроза місцевій культурі, релігії та автономії, а також труднощі підтримувати постійний контакт з іншими християнськими громадами призвели до різких культурних змін у церкві, яка вперше стала етнічно зосередженою: вона перетворилася на "Картвельську церкву". Зараз єпископи та католикоси були етнічними грузинами, як і святі, чиї "Житія" були написані з того періоду.
У західній половині Грузії, древня Колхіда, яка залишалася під сильнішим римським впливом, місцеві церкви перебували під юрисдикцією Константинопольського патріархату та були культурно та мовно елліністичними. Єпископи з портових міст брали участь у екуменічних соборах — у Нікейському (325), а також із візантійських територій. З VI століття ці церкви, мова яких залишалася грецькою, очолював митрополит у Фазі. Інтеграція причорноморських регіонів до Грузії була довгим процесом. Перший крок був здійснений арабськими вторгненнями VII і VIII століть, які здебільшого торкнулися Іберії. Біженці, серед них такі дворяни, як Архіл Кахетій, знайшли притулок на Заході, або в Абхазії, або в Тао-Кларджеті, і привезли туди свою культуру. Такі рухи призвели до поступового злиття західних та східних церков під час останньої, оскільки візантійська влада зменшувалась, а доктринальні відмінности зникали. Західна Церква відірвалася від Константинополя і визнала владу католикоса Мцхети до кінця IX століття. Політичне об'єднання за династії Багратіоні закріпило цю еволюцію до кінця X століття: у єдиному Королівстві Грузія існувала б об'єднана Грузинська церква.

#### Відносини з вірменською та візантійською церквами
У перші століття християнства Південний Кавказ був культурно набагато єдинішим, ніж у пізніші періоди, і постійні взаємодії між грузинською та вірменською церквами сформували їх обидві. Вірменська церква була заснована двома десятиліттями раніше, а протягом IV століття була більшою та впливовішою, ніж Церква в Іберії. Як такий, він справив сильний вплив на ранню доктрину церкви. Вплив Церкви Єрусалима також був сильним, особливо в літургії. Грузино-вірменські церковні стосунки були переглянуті після Халкедонського собору (451 р.), христологічні висновки якого відкинули Церква Вірменії та важливі частини Церква Антіохії, а також Коптська церква, що базується в Олександрії.
Спочатку католикоби Іберії вибрали антихалкедонський табір разом з вірменами, хоча різноманітність думок завжди було присутнім серед священнослужителів, і ієрархія була толератною. Король Іберії Вахтанг Горгасалі, який прагнув союзу з Візантією проти персів, прийняв Генотикон — компроміс, висунутий візантійським імператором Зеноном у 482 р. Таке примирення було зроблено ще раз на Першій Двінській раді в 506 році, і статус-кво було збережено протягом VI століття.
Близько 600 року, між Вірменською апостольською церквою та церквою в Іберії спалахнула напруга, коли Вірменська церква намагалася завоювати популярність на Кавказі як в ієрархічних, так і в доктринальних питаннях, тоді як католикос Мцхети Кіріон I схилявся до Візантії, Халкедонська сторона дискусії, оскільки Іберія знову шукала імперської підтримки проти імперії Сасанідів, яка скасувала Королівство в 580 році. Третій Двінський собор у 607 р. санкціонував розрив з Вірменською церквою.
Наступні століття підтвердили візантійську спрямованість Церкви Грузії та її віддалення від Церкви Вірменії. Конфесійні суперечки залишалися неможливими для подолання і були основним елементом теологічної літератури в обох областях. Інтеграція західних та східних грузинських церков з XIX століття також закріпила православний характер Церкви Грузії, оскільки візантійська літургія та культурні форми поширювались на шкоду традиційній східній практиці.

### Грузинська церква за часів Золотого століття Грузії
У період з 11 до початку 13 століття Грузія пережила політичний, економічний та культурний золотий вік, оскільки династії Багратіоні вдалося об'єднати західну та східну половини країни в єдине королівство. Для досягнення цієї мети царі багато покладались на престиж Церкви і заручились її політичною підтримкою, надавши їй багато економічних переваг, імунітету від податків та великих апаратів. Водночас королі, зокрема Давид Будівничий (1089–1125), використовували державну владу для втручання у церковні справи. У 1103 р. він скликав собор Руїсі-Урбнісі, який засудив вірменський міафізитизм сильніше, ніж будь-коли раніше, і наділив безпрецедентну владу, поступаючись лише Патріарху, своєму другові та раднику Георгію Чкондиді. Протягом наступних століть Церква залишалася найважливішим феодальним інститутом, економічна та політична влада якого завжди була б принаймні рівною владі основних дворянських родів.

### Культурний вплив християнства в середньовічній Грузії

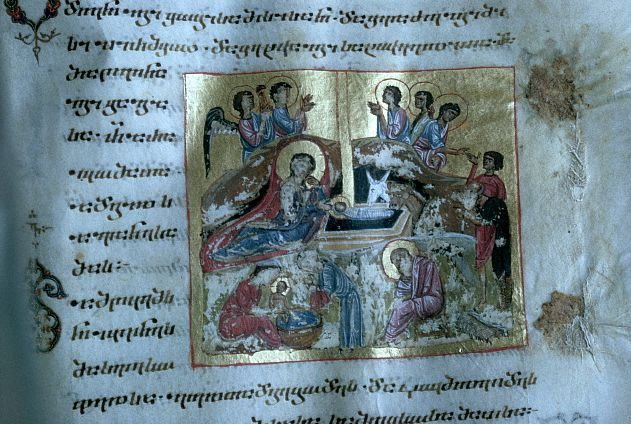
Сторінка рідкісного Гелатського Євангелія XII століття із зображенням Різдва Христового

У середні віки християнство було центральним елементом грузинської культури. Розвиток письмової грузинської культури стало можливим завдяки створенню грузинського алфавіту для цілей євангелізації. Чернецтво відіграло важливу роль у наступних культурних перетвореннях. Це почалося в Грузії в VI столітті, коли асирійські ченці-аскети, відомі як Тринадцять асирійських отців, оселилися в Іберії та заснували низку монастирів, особливо Давид Гареджа. Незабаром до них приєдналися місцеві ченці, що призвело до створення значних творів агіографічної літератури грузинською мовою, таких як "Житіє святої Ніно" та "Мучеництво святої цариці Шушанік". Золотий вік грузинського чернецтва тривав з 9 по 11 століття. У той період за межами країни були засновані грузинські монастирі, особливо на горі Синай, Афон (монастир Івірон, де донині знаходиться ікона Богородиці Іберської) та в Палестині. Найвидатнішою фігурою в історії грузинського чернецтва вважається Григорій Хандзта (759–861), який заснував численні громади в Тао-Кларджеті.

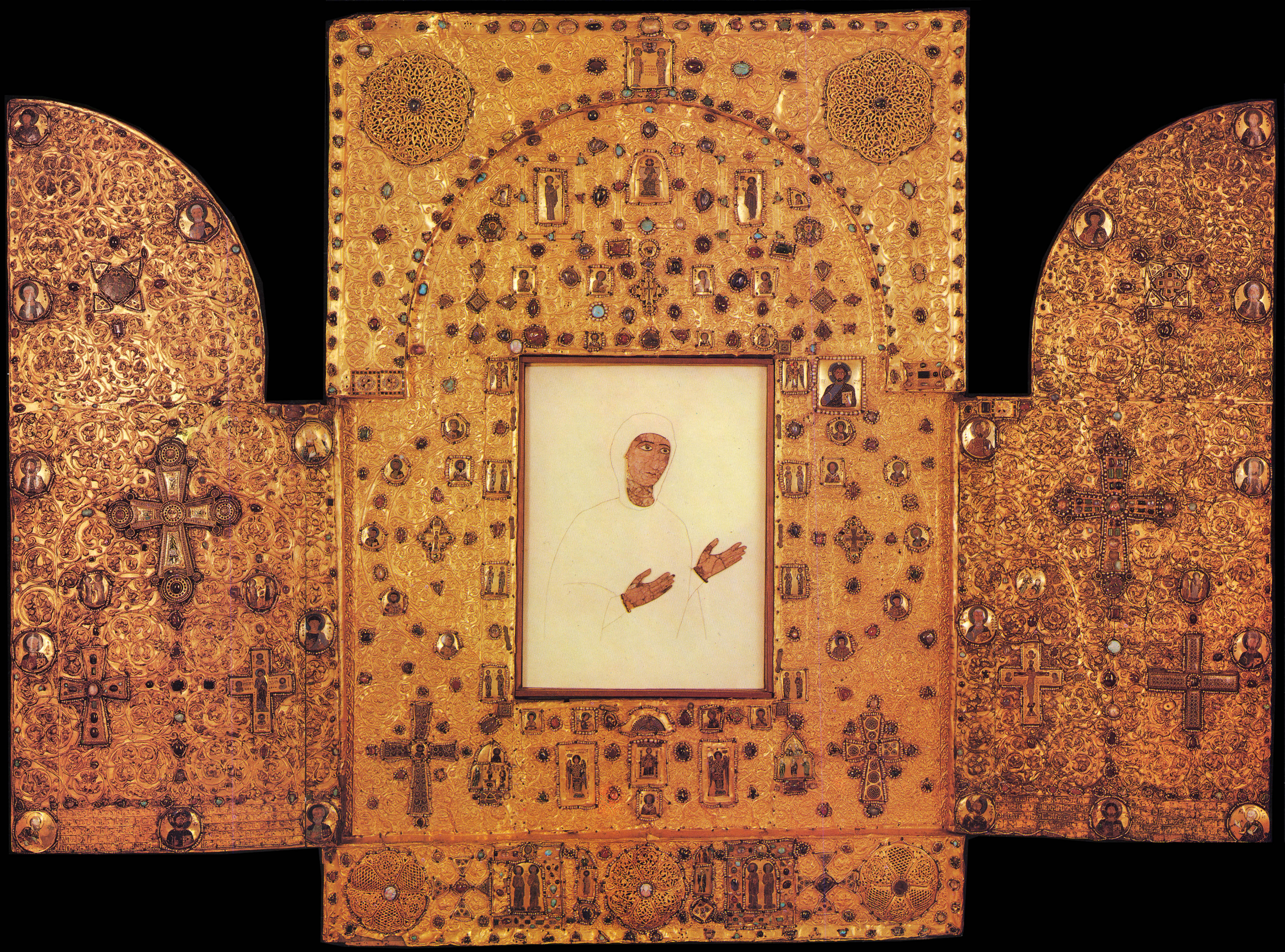
Триптих Хахулі

У Грузії для релігійних цілей були розроблені конкретні види мистецтва. Серед них — каліграфія, багатоголосий церковний спів, ікони з перегородкою емалі, такі як триптих Хахулі, та "грузинський хрестово-купольний стиль" архітектури, що характеризує більшість середньовічних грузинських церков. Найвідоміші зразки грузинської релігійної архітектури того часу включають монастир Гелаті та собор Баграті в Кутаїсі, комплекс монастиря Ікалто та Академію та собор Світіцховелі в Мцхеті.
Серед видатних грузинських представників християнської культури — Петро Іберійський (Петре Іберієлі, V ст.), Євтимій Афонський (Еквтайм Атонелі, 955–1028), Георгій Афонський (Джордж Атонелі, 1009–1065), Арсен Ікалтоелі (XI ст.) Ефрем Мціре, (11 століття). Філософія процвітала між XI і XIII століттями, особливо в Академії Гелатського монастиря, де Йоане Петріці зробив спробу синтезу християнської, аристотелістської та неоплатонічної думки.

### Поділ церкви (XIII–XVIII століття)
Вторгнення монголів у XIII столітті та Тамерлан у XIV-XV століттях сильно порушили грузинське християнство. Політична єдність країни була порушена кілька разів, і, безумовно, в 1460-х роках. Храми та монастирі були націлені на загарбників, оскільки в них було багато скарбів. У західній половині Грузії після монгольського панування було створено собор Абхазії. Він відокремився від Мцхети, оскільки Королівство розпалося, а західний Католикос після цього прийняв титул Патріарха. Це суперницьке місце, розташоване спочатку в Піцунді, потім у монастирі Гелаті поблизу Кутаїсі, прожило до 1795 року. За тих часів контакти з католицькою церквою зросли спочатку як спосіб звільнитися від втручання візантійської церкви, а потім знайти сильніших союзників проти загарбників. У період з 1328 р. До початку XVI століття католицький єпископ знаходився в Тбілісі для пропаганди цих контактів. Однак офіційного возз'єднання з Римом так і не сталося, і церква залишалася вірною східному православ'ю.
У наступні століття Грузія, ослаблена та роздроблена, потрапила під панування Османської та послідовних Перських (Сефевідська, Афшаридська та Каджарська) імперій: переважно османи правили Заходом країни, а перси Сходом, у той час як загалом дозволяли автономні грузинські королівства існуватимуть під своїм контролем. З падінням Константинополя в 1453 році грузинські християни втратили традиційне право на захист від мусульман і залишились самі собою.
Після кожного вторгнення церква канонізувала нових мучеників, особливо королеву Кетеван Кахетійську, яку замучили до смерті у 1624 р. За відмову відмовитись від християнства за наказом Аббаса I Персії (Шах-Аббас). Однак не всі члени царських родин Картлі та Кахеті були настільки вірними церкві. Багато з них, щоб здобути прихильність персів і завоювати престол своїх братів, прийняли іслам або вдали, як, наприклад, Давид XI з Картлі (Дауд-хан). Інші дворяни, такі як Сульхан-Саба Орбеліані, залишили ослаблену місцеву церкву для католицизму, оскільки місіонери приносили друкарню та західну культуру в Грузію приблизно в 1700 р. Тільки поява сильної православної влади, Російської імперії, могла посилити під час 18 століття статус і престиж Церкви серед еліт, а спільне православ'я було потужним фактором закликів до російської інтервенції на Кавказі, щоб звільнити Грузію від мусульманського панування.

### За російської та радянської влади

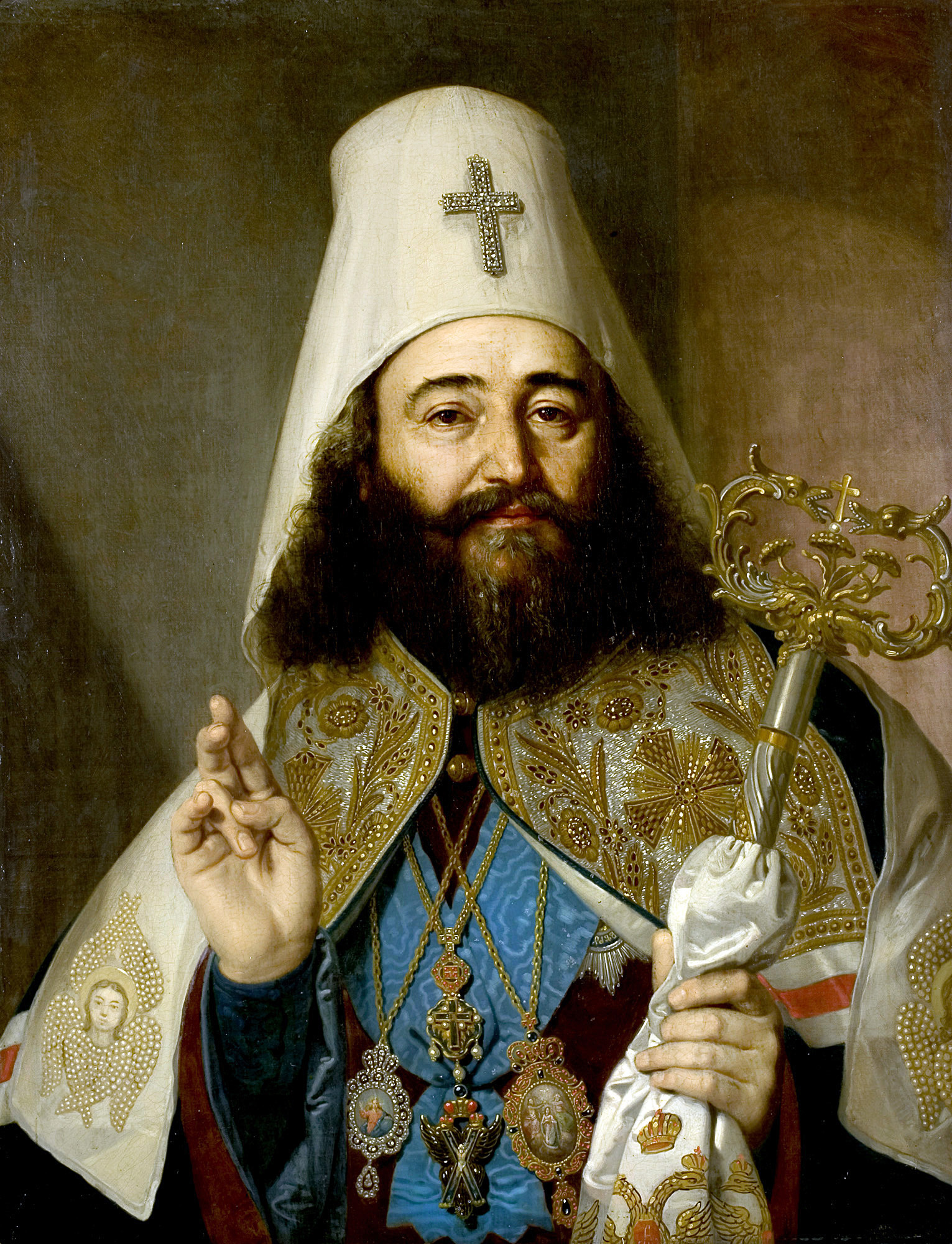
Католикос-патріарх Грузії Антон II був знижений до статусу архієпископа російською імператорською владою.

У 1801 р. Королівство Картл-Кахеті (Східна Грузія) було окуповане і анексовано Російською імперією. 18 липня 1811 року автокефальний статус Грузинської церкви був скасований російською владою, незважаючи на сильний спротив Грузії, і Грузинська Церква підпорядкована синодичному правлінню Російської православної церкви. З 1817 року митрополит, або екзарх, який відповідав за церкву, був етнічним росіянином, який не знав грузинської мови та культури. Грузинську літургію було придушено і замінено церковнослов’янською, старовинні фрески вибілені зі стін багатьох церков, а публікація релігійної літератури грузинською мовою зазнала жорсткої цензури. ХІХ століття було часом занепаду та невдоволення, оскільки церковні будівлі часто занепадали, а довіра людей до закладу зменшувалась завдяки його русифікації та корупції. Заклики до автокефалії знову почулися лише після того, як інтелектуал національне відродження, що розпочалось у 1870-х роках; місцеве духовенство зробило такі заклики під час революції 1905 року, перш ніж бути знову репресованим.
Після повалення царя Миколи II у березні 1917 року єпископи Грузії в односторонньому порядку відновили автокефалію Грузинської православної церкви 25 березня 1917 року. Ці зміни не були прийняті Московським патріархатом. Після вторгнення Червоної Армії в Грузію в 1921 р. Грузинська православна церква зазнала сильних переслідувань. Сотні церков були закриті урядом атеїстів, а сотні ченців були вбиті під час чисток Йосипа Сталіна. Незалежність Грузинської православної церкви була остаточно визнана Російською православною церквою 31 жовтня 1943 року: цей крок був замовлений Сталіном як частина більш толерантної політики в радянський час щодо християнства в Радянському Союзі. Після війни відбулися нові антирелігійні кампанії, особливо за часів Микити Хрущова. Корупція та проникнення органів безпеки також переслідували церкву. Перші ознаки відродження можна побачити з 1970-х років, коли Едуард Шеварднадзе, тоді секретар Комуністичної партії Грузинської РСР, зайняв більш толерантну позицію, а новий патріарх Ілія II з 1977 року міг реконструювати занедбані церкви і навіть будувати нові. У той же час націоналістичні дисиденти, такі як Звіад Гамсахурдія, наголошували на християнському характері своєї боротьби проти комуністичної влади та розвивали відносини з церковними чиновниками, які втіляться в життя після 1989 р.

### Сучасність

Єпархії Грузинської апостольської автокефальної православної церкви станом на 2010 рік

25 січня 1990 року Константинопольський патріарх визнав і затвердив автокефалію Грузинської православної церкви (яка на практиці здійснювалась або, принаймні, заявлялася з V століття), а також патріаршу честь католикоса. Подальша незалежність Грузії в 1991 р. суттєво пожвавила Грузинську православну церкви.
Особлива роль церкви в історії країни визнана у статті 9 Конституції Грузії; її статус та відносини з державою були додатково визначені в Конституційній угоді, або Конкордаті, підписаному Президентом Грузії Едуардом Шеварднадзе та Патріархом Ілією II 14 жовтня 2002 р. Конкордат, зокрема, визнає право власності церкви на всі церкви та монастирі та надає їй особлива консультативна роль в уряді, особливо в питаннях освіти.
Абхазька єпархія після 1992 року де-факто не входить до складу Грузинської Церкви. Також існує неясність ситуації щодо Південної Осетії, де, за твердженням Католікоса Ілії ІІ, «присутні представники російської закордонної церкви».
Багато церков та монастирів було відбудовано чи оновлено за часи незалежності, часто за допомогою держави або заможних людей. Церква підтримувала хороші стосунки з усіма трьома президентами Грузії з часу відновлення незалежності. Однак напруження в самій Церкві зберігаються щодо її участі в екуменічному русі, який підтримав Патріарх Ілля II (він працював головою Світової ради церков між 1977 і 1983 рр.). Протидія екуменізму підживлювалось побоюванням масового прозелітизму протестантських конфесій в Грузії. У 1997 р., зіткнувшись з відкритими розбіжностями з провідними ченцями, Ілля II відмовився від участі церкви в міжнародних екуменічних організаціях і Церква Грузії вийшла з Всесвітньої ради церков, хоча він і не засудив екуменізм як "єресь". Опозиція проти протестантської місіонерської діяльності залишається сильною в сучасній Грузії і навіть призвела до епізодів насильства. Сепаратизм в Абхазії також торкнувся церкви: Сухумська єпархія, перегрупувавши абхазьке духовенство, проголосила в 2009 році відокремлення від Грузинської православної церкви з метою формування нової Абхазької православної церкви; Однак цей крок залишався невизнаним будь-якими іншими православними властями, включаючи Московський патріархат. Відносини з сусідньою Вірменською апостольською церквою також були непростими з часів незалежності, зокрема через різні конфлікти щодо власності церкви в обох країнах. 83,9% населення Грузії визнали себе православними під час перепису населення 2002 року. У 2002 році повідомлялося, що в межах Грузинської православної церкви було 35 єпархій (єпархій) та близько 600 церков, які обслуговували 730 священиків. Грузинська православна церква налічує близько 3 600 000 членів Грузії (жодні джерела не намагаються зарахувати її до складу грузинської діаспори).
Офіційний представник Московського патріархату протоієрей Всеволод Чаплін в серпні 2008 року в зв'язку з російсько-грузинською війною 2008 року заявив: «Політичні рішення не визначають питання про церковні юрисдикціях і сферах пастирської відповідальності. Ці питання повинні вирішуватися на канонічному полі в ході діалогу між двома Церквами».
9 листопада 2008 року голова Відділу зовнішніх церковних зв'язків Московського патріархату (ВЗЦЗ) митрополит Кирило (Ґундяєв) в інтерв'ю каналу «Вести» сказав, зокрема, про «Аланську єпархію»: «Потрібно сказати, що це не просто розкольницька як би єпархія, а справа в тому, що архієрейське свячення керівник цієї єпархії отримав від грецьких старостильників. [- Це теж невизнана ієрархія] Абсолютно вірно, від так званого Кіпріяновского синоду. Уся діяльність цього синоду щодо Росії спрямована на ослаблення Московського патріархату. І що ж виходить: з одного боку, російські солдати пролили кров за осетинський народ, за те, щоб захистити Південну Осетію, а з іншого боку, духовні лідери цієї країни знаходяться в юрисдикції розкольницької церкви, яка головною своєю метою ставить руйнування єдности Московського патріархату. Але так само не буває. Тому перше, що необхідно зробити, це, звичайно, вирішити питання цієї розкольницької юрисдикції».
12 вересня 2009 року під час засідання дискусійного клубу «Валдай» позиція Московського патріархату з питання про територію Грузинської церкви була підтверджена головою ВЗЦЗ архієпископом Іларіоном (Алфеєвим).
Під час пандемії коронавірусної хвороби у березні 2020 року Грузинський патріархат заявив, що вважає «злочином проти Бога» заборону на відвідування церкви.

#### Відносини з Православною церквою України
У грудні 2018 Священний синод Грузинської православної церкви заявив про намір ухвалити рішення з питання української церкви на наступному своєму засіданні. Надалі місцеблюститель Патріаршого престолу, митрополит Сенакскій і Чхороцкуйскій Шио (Муджирі) уточнив, що перед тим, як Церква Грузії зафіксує свою позицію з даного питання, вона повинна буде ознайомитися з текстом томосу — при цьому він не зміг сказати, коли саме відбудеться його обговорення.
Станом на 2021 рік автокефалію Православної церкви публічно підтримали 9 грузинських архієреїв, інші 38 членів Священного синоду, у числі яких місцеблюститель Патріаршого престолу Шио (Муджирі), відмовлялися підтримувати Православної церкви України до тих пір, поки що «не вивчать» рішення Вселенського патріарха з цього питання. У жовтні 2019 року ПЦУ підтримали ще два ієрархи.
26 січня 2019 року голова відділу зовнішніх церковних зв'язків Московського патріархату митрополит Іларіон (Алфєєв) в інтерв'ю передачі «Церква і світ» на запитання журналіста про те, наскільки обґрунтовані побоювання колишнього спікера парламенту Грузії Ніно Бурджанадзе про можливість визнання Московським патріархатом незалежності Церкви Абхазії в разі визнання української автокефалії з боку Церкви Грузії, сказав: «я не можу уявити собі, щоб Грузинська православна церква визнала автокефалію так званої Православної церкви України, створеної рішенням Константинопольського патріархату. Більшість архієреїв Грузинської православної церкви — це люди, які дуже добре розуміють реальну церковну дійсність і розуміють, чим загрожувало б Грузинської православної церкви таке рішення <…>». На початку лютого 2019 Грузинський патріархат зробив спеціальну заяву у зв'язку з цим інтерв'ю, у якому повідомлялося, що митрополит Іларіон «не дав прямої відповіді на питання і замість цього неясно говорив про небезпеки, які очікують Церкву Грузії». У цій заяві було зазначено: «двозначність, залишена в інтерв'ю, природно, набуває зміст загрози»; в заяві було також відзначено, що Грузинська церква в виробленні власної лінії з українського питання не зобов'язана «враховувати в обов'язковому порядку» позицію РПЦ і не сприймає тиску.

## Організація та структура
Відповідно до Статуту Православної церкви Грузії від 1995 року, вищий орган влади в церкві — помісний собор церкви Грузії (також іменований Священним синодом Церкви Грузії), а в міжсоборний період — Католикос-патріарх Грузії; з 23 грудня 1977 року — Ілля II.
У даний час Церква Грузії має 49 єпархій як в Грузії, так і за її межами. Абхазька єпархія після 1992 року де-факто не входить до складу Грузинської Церкви. Також існує канонічна неврегульованість в Південній Осетії, де, за твердженням Католикоса Іллі II (2007), «присутні представники Російської зарубіжної церкви».
Число членів Церкви Грузії за станом на 2018 рік оцінювався в 3 млн чоловік.

### Священний Синод

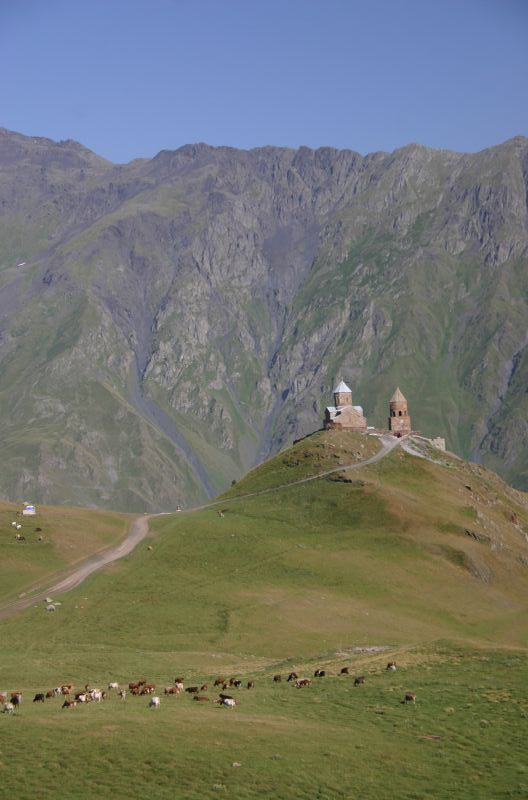
Ґерґетська церква Святої Трійці (Цмінда Самеба) Гергети, у горах Хеві

Православною церквою Грузії керує Священний Синод, очолюваний Католикосом-Патріархом усієї Грузії. Священний Синод є колективним органом єпископів церкви. Окрім Патріарха, до складу Синоду входять 38 членів, серед яких 25 єпископів-митрополитів, 5 архієпископів та 7 простих єпископів. Станом на 2012 рік наступні єпископи є членами Священного Синоду в такому ієрархічному порядку:
- Митрополит Кутаїсі та Гелаті: Калістратос (Маргаліташвілі)
- Митрополит Чиатури і Сачхере: Даніель (Датушвілі)
- Митрополит Західної Європи: Авраам (Гармелія)
- Митрополит Тіанеті та Пшав-Хевсуреті: Тадеос (Іорамашвілі)
- Митрополит Манґлісі та Цалка: Ананія (Джапарідзе)
- Митрополит Маргветі та Убісі: Вахтанг (Ахвледані)
- Митрополит Цилкані і Душеті: Зосимас (Шіошвілі)
- Митрополит Ткібулі і Терджоли: Джорджі (Шаламберідзе)
- Митрополит Урбнісі та Руїсі: Іов (Акіашвілі)
- Митрополит Алаверді: Давид (Махарадзе)
- Митрополит Некресі: Сергій (Чекурішвілі)
- Митрополит Шемокмеді: Йосип (Кіквадзе)
- Митрополит Нікозі та Цхінвалі: Ісая (Чантурія)
- Митрополит Боржомі і Бакуріані: Серафим (Джохуа)
- Митрополит Нікортсмінди: Елізе (Йохадзе)
- Митрополит Поті і Хобі: Григорій (Бербічашвілі)
- Митрополит Ахалкалакі і Кумурдо: Ніколоз (Пачуашвілі)
- Митрополит Ахалцихе і Тао-Кларджеті: Теодор (Чуадзе)
- Митрополит Хоні і Самтредія: Саба (Гагіберія)
- Митрополит Батумі, Лазеті, Північної Америки та Канади: Димитрій (Шіолашвілі)
- Митрополит Вані і Багдаті: Антон (Булухія)
- Митрополит Зугдіді і Цайші: Герасимос (Шарашенідзе)
- Митрополит Самтавісі та Ґорі: Андрія (Гвазава)
- Митрополит Чкондіді і Мартвілі: Петре (Цаава)
- Митрополит Сенакі, Чхороцку і Австралії: Шио (Муджирі)
- Архієпископ Цаґері та Лентехі: Степан (Калайджишвілі)
- Архієпископ Бодбе: Давид (Тікарадзе)
- Архієпископ Степанцмінди та Хеві: Ієгудіель (Табатадзе)
- Архієпископ Руставі та Марнеулі: Іоане (Гамрекелі)
- Архієпископ Дманісі, Агарак-Таширі, Великої Британії та Ірландії: Зенон (Яраджулі)
- Єпископ Местії та Верхньої Сванетії: Іларіон (Кітіашвілі)
- Єпископ Ґурджаані і Велісцихе: Євтимос (Лежава)
- Єпископ Ніноцмінди та Саґареджо: Лука (Ломідзе)
- Єпископ Шалти: Спірідон (Абуладзе)
- Єпископ Болнісі: Єфрем (Гамрекелідзе)
- Єпископ Дедоплісцкаро і Гереті: Мелхіседек (Хачидзе)
- Єпископ Ґардабані та Марткопі: Яків (Якобішвілі)
- Єпископ Сурамі і Хашурі: Свімеон (Цакашвілі)

### Католикос-Патріарх усієї Грузії
Першим єпископом Церкви Грузії, який носив титул патріарха, був Мелкіседек I (1010–1033). З 1977 р. Ілля II (народився в 1933 р.) служив католикосом-патріархом всієї Грузії та архієпископом Мцхети та Тбілісі. Ось список католикосів-патріархів з часу відновлення автокефалії в церкві в 1917 році:
- Киріон ІІ (1917–1918)
- Леонід (1918–1921)
- Амбросій (1921–1927)
- Христофор III (1927–1932)
- Калістрат (1932–1952)
- Мелхіседек III (1952–1960)
- Єфрем ІІ (1960–1972)
- Давид V (1972–1977)
- Ілля II (1977–до тепер)

## Пам'ятники грузинської церковної книжности

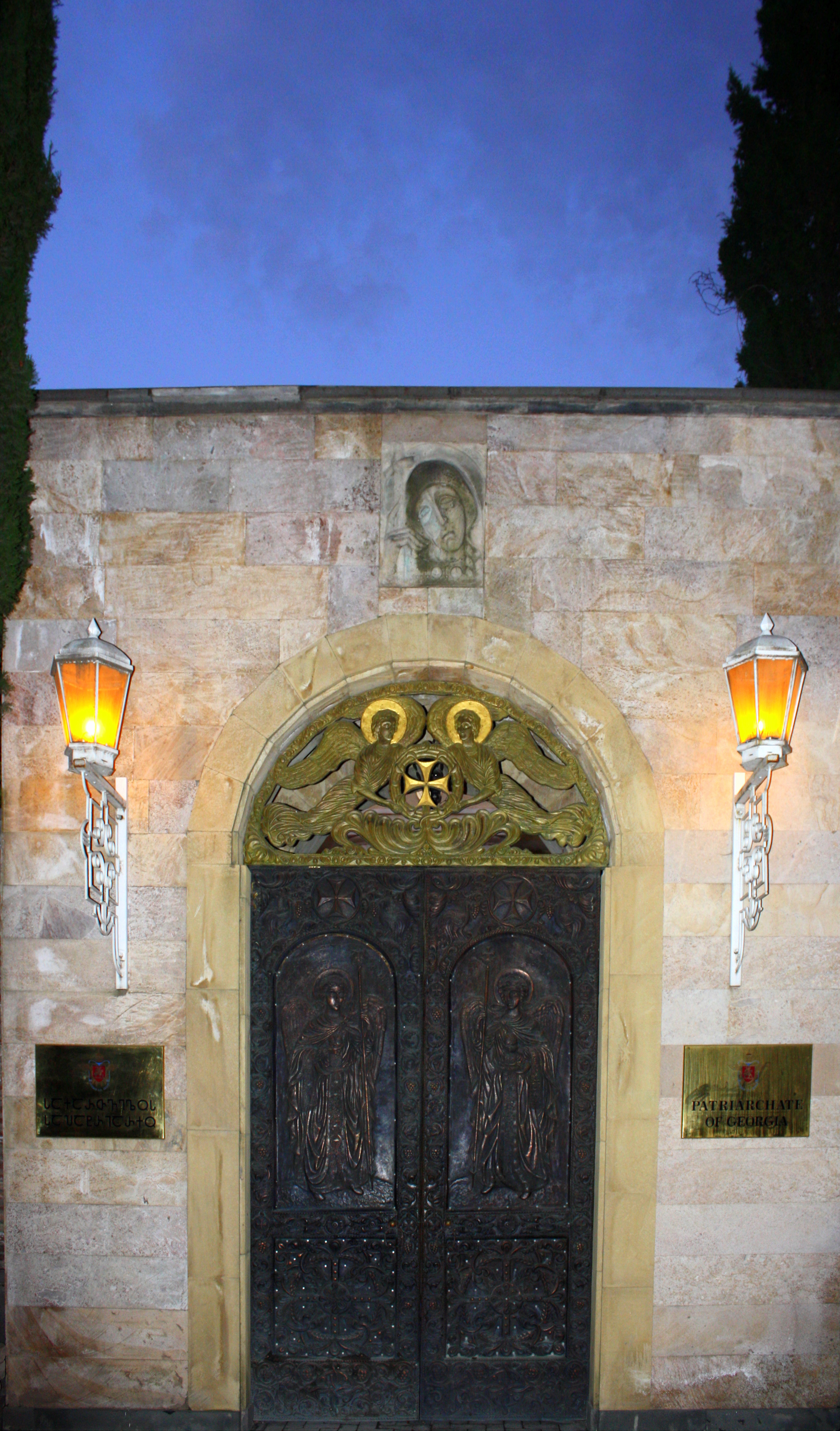
Ворота Патріархату Грузії

Першими творами грузинської церковної літератури, що дійшли до нас, вважаються переклади книг Святого Письма, які відрізняються досконалістю літературного стилю. Незабаром після християнізації Грузії зародилася агіографічна (мартирологічна і житійна) література, у якій детально висвітлюється боротьба грузинського народу проти іноземних загарбників. Протягом багатьох років вважалося, що найдавніший дійшов до нас пам'ятник оригінальної грузинської літератури — «Мучеництво святої цариці Шушанік» (груз. წამებაჲ წმიდისა შუშანიკისი დედოფლისაჲ). Часом створення вважається період між 476 і 483 роками; найраніша збережена рукопис сходить до X століття. Автор твору — Яків Цуртавелі, сучасник і учасник описаних подій. Однак сьогодні існує думка, що найбільш раннім грузинським твором є «Житіє святої Ніни» (груз. წმინდა ნინოს ცხოვრება. Інший ранній агіографічний твір — «Мучеництво Або Тбілелі», написане Іваном Сабанісдзе в 786-790 роках.
Порівняно пізніше з'явилися твори житійної грузинської літератури, такі як «Житіє Серапіона Зарзмелі» Василя Зарзмелі (друга половина X століття) і «Житіє Григорія Хандзтелі» Георгія Мерчуле (951). «Житіє Григорія Хандзтелі» є одним з кращих агіографічних-національних творів грузинської літератури.
До X століття розквіту досягає грузинська гімнографія, один з видів релігійної поезії. Перші пам'ятники грузинської гімнографії датуються VIII-IX століттями. У X столітті вже існував величезний збірник пісень, забезпечений нотними знаками. Крім візантійської ямбікі, грузинські церковні поети використовували розміри грузинської народної поезії. Найвідомішим твором грузинської гімнографії є «Похвала і славослів'я грузинської мови», написане подвижником Саввінского монастиря в Єрусалимі.
У XI-XII століттях розвивається церковно-філософська і богословська література.
|                                                     |                                                   |                                    |                                     |
| Адишське Четвероєвангеліє (лист з канонами Євсевія) | Святий Лука і святий Іван, Адишське Четверокнижжя | Алавердське Євангеліє, XI століття | Мартвільське Євангеліє, XI століття |

|                                                |                                             |                              |                                              |
| Сторінка з Гелатського Євангелія, XII століття | Сторінка з Моквского Євангелія, XI століття | Воскресіння Лазаря, 1030 рік | Сторінка з Ванського Євангелія, XII століття |

## Зауваження
1. ↑  митрополит Шемокмедский Иосиф (Киквадзе), митрополит Потийский и Хобский Григорий (Бербичашвили), епископ Бодбийский Иаков (Якобашвили), митрополит Цилканский и Душетский Зосима (Шиошвили), титулярный митрополит Цуртавский Вахтанг (Ахвледиани), епископ Бельгийский и Голландский Досифей (Богверадзе), епископ Северо-Американский Савва (Инцкирвели),архиепископ Дманисский и Агарак-Таширский, управляющий грузинскими приходами в Великобритании и Ирландии Зинон (Иараджули), и  митрополит Чкондидский Петр (Цаава), лишённый сана в октябре 2019 г.